# Dekanat Suszec
Dekanat Suszec − jeden z 37 dekanatów katolickich w archidiecezji katowickiej. Został on utworzony przez arcybiskupa katowickiego Wiktora Skworca, który do nowego dekanatu włączył parafie dekanatów: Pawłowice Śląskie, Pszczyna i Żory. Dekret został ogłoszony 1 stycznia 2015 roku. W jego skład wchodzą następujące parafie:
- Parafia Matki Bożej Szkaplerznej w Brzeźcach
- Parafia Najświętszej Maryi Panny Królowej Polski w Kobielicach
- Parafia św. Karola Boromeusza w Kryrach
- Parafia Imienia Maryi w Radostowicach
- Parafia św. Maksymiliana Marii Kolbego w Rudziczce
- Parafia św. Stanisława Biskupa i Męczennika w Suszcu[1].